# Indapamide
L’indapamide è una molecola dotata di attività diuretica, che fa parte della famiglia dei sulfonamidi. La sua molecola contiene sia una porzione polare sulfamide clorobenzamide sia una porzione liposolubile metilindolina. Viene considerata appartenente alla classe delle sostanze tiazidi-simili, essendo un benzamide-sulfonamide-indolo, ma mancando dell'anello tiazidico.
In clinica viene utilizzata come diuretico e come farmaco contro l'ipertensione.

## Farmacocinetica
A seguito di somministrazione per via orale l'indapamide è rapidamente e quasi completamente assorbita dal tratto gastrointestinale; il composto si distribuisce nei vari fluidi corporei e tessuti biologici. La concentrazione plasmatica massima Cmax è raggiunta dopo circa due ore dall'assunzione. 
La percentuale di legame alle proteine plasmatiche è variabile tra il 71 e il 79%. 
L'emivita farmacologica è di circa 16 ore. Studi sperimentali eseguiti sugli animali (in particolare nel topo e nel ratto) hanno messo in evidenza valori di DL50 superiori a 3 g/Kg peso corporeo, quando somministrato per via orale.
Oltre il 70% della molecola viene escreto grazie all'emuntorio renale e una percentuale inferiore (circa il 23%) attraverso il tratto gastrointestinale, probabilmente tramite il circolo biliare.

## Farmacodinamica
Il meccanismo d'azione del farmaco non è stato ancora completamente chiarito.
Certamente l'indapamide svolge la sua attività farmacologica causando una riduzione del volume plasmatico per aumento dell'escrezione di sodio, cloro e acqua, interferendo ed inibendo il riassorbimento del sodio a livello dell'epitelio del tubulo renale distale.
Inoltre il composto attraverso un'azione diretta sulla muscolatura vasale riduce le resistenze periferiche, forse per mezzo di una riduzione degli scambi ionici attraverso la membrana delle cellule muscolari vasali o forse stimolando la sintesi delle prostaglandine PGE2 e della prostaciclina PGI2, aventi azione vasodilatatrice e anti-aggregante piastrinica.
- Corticosteroidi, corticotropina, amfotericina B, altri diuretici: il trattamento di associazione con indapamide può comportare una grave deplezione di potassio.
- Beta-bloccanti, ACE-inibitori, metildopa, clonidina, agenti bloccanti adrenergici: la co-somministrazione con indapamide ne potenzia l'azione ipotensiva.

## Usi clinici
Il farmaco trova indicazione nel trattamento dell'edema associato all'insufficienza cardiaca, alla cirrosi epatica, all'alterata funzionalità renale, nonché alla terapia con corticosteroidi o estrogeni. Tuttavia il principale campo di applicazione resta il trattamento dell'ipertensione arteriosa essenziale.
L'indapamide è controindicata nei soggetti con ipersensibilità individuale nota al principio attivo, alle sulfonamidi o molecole chimicamente correlate, oppure ad uno qualsiasi degli eccipienti contenuti nella formulazione farmaceutica.
È inoltre controindicata nei pazienti affetti da insufficienza renale grave (clearance della creatinina inferiore a 30 ml/min), da insufficienza epatica grave o che presentino encefalopatia epatica, da ipocaliemia, da feocromocitoma o sindrome di Conn, e in coloro che hanno una storia anamnestica di accidenti vascolari cerebrali recenti.

### Effetti collaterali e indesiderati
Nel corso del trattamento si possono verificare disturbi gastrointestinali (dispepsia, perdita di appetito, sensazione di bocca secca, nausea, vomito, dolore addominale, diarrea) e neurologico (cefalea, vertigini, affaticamento, insonnia, irrequietezza, ansia e agitazione).
Comuni anche i disturbi cardiovascolari (ipotensione, sincope, palpitazioni, cardiopalmo, alterazioni elettrocardiografiche, prolungamento dell'intervallo QT, aritmie) endocrini e di tipo metabolico (iperparatiroidismo, iperglicemia talvolta associata a glicosuria, ipercalcemia, iponatremia, ipokaliemia con talora crampi muscolari e iperuricemia che può precipitare in crisi di gotta).
Sono naturalmente possibili disturbi da ipersensibilità e di tipo cutaneo quali prurito, rash cutaneo, orticaria, dermatite allergica, eczema, eruzioni cutanee, lesioni pigmentate, pemfigo foliaceo, necrolisi epidermica tossica, sindrome di Stevens-Johnson. Altri disturbi avversi segnalati sono: alterazioni della visione e miopia, riduzione della libido, disfunzione erettile, febbre, rinorrea, neutropenia e trombocitopenia.
Poiché il suo utilizzo può determinare ipokaliemia, la concomitante somministrazione di farmaci che prolungano l'intervallo QT mediante l'inibizione dei canali del potassio dovrebbe essere evitata per il rischio di aritmie cardiache maligne.
Inoltre, nei pazienti con nota iperuricemia, i livelli di acido urico devono essere controllati.

#### Gravidanza e allattamento
Ad oggi gli studi eseguiti sugli animali non hanno messo in evidenza effetti teratogeni. Tuttavia a scopo precauzionale l'utilizzo di indapamide viene sconsigliato nelle donne in stato di gravidanza e in quelle che allattano al seno.
La Food and Drug Administration ha inserito l'indapamide in classe B per l'uso in gravidanza (questa classe comprende i farmaci i cui studi riproduttivi sugli animali non hanno mostrato un rischio per il feto e per i quali non esistono studi controllati sull'uomo e farmaci i cui studi sugli animali hanno mostrato un effetto dannoso, oltre a un decremento della fertilità, che non è stato confermato con studi controllati in donne nel primo trimestre di gravidanza e per i quali non c'è evidenza di danno nelle fasi avanzate della gravidanza).